# Peter Campion
Peter Campion (nacido c. 1987/1988) es un actor y presentador irlandés, mejor conocido por sus papeles como Stephen "Stumpy" Doyle en la serie criminal irlandesa Love/Hate, y como el padre Peter Conway en la serie de comedia Derry Girls.

## Primeros años
Campion creció en Birr, condado de Offaly. Su familia se mudó al suburbio de Dartry en Dublín cuando él tenía doce años. Asistió al internado Clongowes Wood College en el Condado de Kildare para la escuela secundaria, donde participó en obras de teatro escolares. Se mudó a Londres para asistir a la escuela de teatro, se formó en la London Academy of Music and Dramatic Art (LAMDA) y se graduó de la Guildhall School of Music and Drama en 2010.

## Carrera
Después de graduarse de Guildhall, Campion interpretó a Galanba en la producción del Royal National Theatre de La Guardia Blanca. Ese mismo año, comenzó a aparecer en televisión como Stumpy Doyle en Love/Hate y el Dr. Jack Flynn en Raw. Protagonizó la producción de Edimburgo de El teniente de Inishmore. Interpretó a Ronan McCann en la primera y segunda serie del drama 6Degrees de la BBC Two de Irlanda del Norte. En 2013, interpretó a Packy Kennedy en la comedia de Channel 4 London Irish.
En 2015, Campion hizo su debut cinematográfico como George Sheridan en Brooklyn. A esto le siguió el musical Sing Street y el segmento del Día de San Patricio de la antología de terror Holidays. Protagonizó la producción de Belfast de The Pillowman.
Campion narra la versión irlandesa del reality show First Dates. En 2017, apareció en el spin-off limitado de EastEnders Kat & Alfie: Redwater y en la película de terror The Cured.
En 2018, Campion comenzó a interpretar el papel invitado del padre Peter en la comedia de Channel 4 Derry Girls. Ese mismo año, consiguió los papeles de Joe en la segunda serie de Can't Cope, Won't Cope, así como papeles teatrales en Autumn Royal y Furniture. Al año siguiente, Campion tuvo un papel recurrente como Mickey Gibbs en la quinta temporada de la serie Peaky Blinders de BBC One.
Campion interpretó a Henry Vickers en el drama criminal de Acorn TV Dead Still y al maestro Sweeney en la película de coming-of-age Dating Amber en 2020, y al cónsul romano Libo en la serie Domina de Sky Atlantic en 2021.

## Vida personal
Campion vive en Dublín con la también actriz Valerie O'Connor y sus dos hijos.

## Filmografía

### Películas
| Año  | Título         | Papel           | Notas                        |
| ---- | -------------- | --------------- | ---------------------------- |
| 2015 | Brooklyn       | George Sheridan |                              |
| 2015 | Too Shall Pass | Tef             | Cortometraje                 |
| 2016 | Sing Street    | Evan            |                              |
| 2016 | Holidays       | The Man         | Antología: St. Patrick's Day |
| 2016 | The Flag       | Hammer          |                              |
| 2017 | The Cured      | Luke            |                              |
| 2017 | 6am News       | Tef             | Cortometraje                 |
| 2019 | Cynthia        | David           | Cortometraje                 |
| 2020 | Dating Amber   | Sweeney         |                              |

### Televisión
| Año           | Título                 | Papel                   | Notas                                        |
| ------------- | ---------------------- | ----------------------- | -------------------------------------------- |
| 2010–2011     | Love/Hate              | Stephen "Stumpy" Doyle  | 6 episodios (serie 1–2)                      |
| 2010–2011     | Raw                    | Dr. Jack Flynn          | 5 episodios (serie 3)                        |
| 2012–2013     | 6Degrees               | Ronan McCann            | Serie 1–2                                    |
| 2013          | Lawless                | Niall Burton            | Película de televisión                       |
| 2013          | London Irish           | Patrick "Packy" Kennedy | Protagonista                                 |
| 2016          | Trial of the Century   | Willie Pearse           | Episodio: "The Defence of Patrick H. Pearse" |
| 2016          | Jack Taylor            | Anthony Bradford-Hemple | 2 episodios                                  |
| 2016–presente | First Dates            | Narrador                |                                              |
| 2017          | Kat & Alfie: Redwater  | Andrew Kelly            | Miniserie                                    |
| 2018–2022     | Derry Girls            | Padre Peter Conway      | 4 episodios                                  |
| 2018          | Can't Cope, Won't Cope | Joe                     | Serie 2                                      |
| 2019          | Peaky Blinders         | Mickey Gibbs            | 3 episodios (serie 5)                        |
| 2020          | Dead Still             | Henry Vickers           |                                              |
| 2021          | Domina                 | Libo                    | Protagonista                                 |
| 2022          | Blue Lights            | Eoin O’Sullivan         | Protagonista                                 |

### Videojuegos
| Año | Título      | Papel                 |
| --- | ----------- | --------------------- |
| TBA | Squadron 42 | Brian "Weezy" Weiters |

## Teatro
| Año  | Título                   | Papel    | Notas                                                        |
| ---- | ------------------------ | -------- | ------------------------------------------------------------ |
| 2010 | La Guardia Blanca        | Galanba  | Royal National Theatre, London                               |
| 2011 | Perve                    | Nick     | Peacock Theatre, Dublin                                      |
| 2012 | El teniente de Inishmore | Padraic  | Royal Lyceum Theatre, Edinburgh                              |
| 2015 | El hombre almohada       | Katurian | Teatro Lírico, Belfast                                       |
| 2018 | Autumn Royal             | Timothy  | Ireland tour                                                 |
| 2018 | Furniture                | Ed       | Mick Lally Theatre, Festival Internacional de Arte de Galway |
| 2022 | The Lonesome West        |          | Gaiety Theatre, Dublin                                       |